# Zwitserse Bondsraadsverkiezingen 1855
De Zwitserse Bondsraadsverkiezingen van 1855 vonden plaats op 11 en 14 juli 1855, volgend op de overlijdens van de zittende Bondsraadsleden Martin Josef Munzinger op 6 februari 1855 en Daniel-Henri Druey op 29 maart 1855.
Constant Fornerod en Melchior Josef Martin Knüsel werden als nieuwe leden van de Bondsraad verkozen.

## Verloop van de verkiezingen
Na de overlijdens van Martin Josef Munzinger en Daniel-Henri Druey in het voorjaar, diende de Bondsvergadering twee nieuwe Bondsraadsleden te verkiezen. Deze verkiezingen vonden plaats op 11 juli 1855. Constant Fornerod uit het kanton Vaud, die op dat moment voorzitter was van de Kantonsraad, werd in de derde stemronde verkozen als opvolger van Druey. Hij aanvaardde zijn verkiezing.
Johann Jakob Stehlin werd in de vierde stemronde verkozen als opvolger van Munzinger. Stehlin weigerde echter zijn verkiezing met het argument dat hij niet over de kennis noch over de ervaring beschikt om deze functie uit te oefenen. Het was voor het eerst dat iemand zijn verkiezing tot Bondsraadslid weigerde. Vanwege deze niet-aanvaarde verkiezing vond enkele dagen later, op 14 juli 1855, een nieuwe verkiezing plaats. Hierbij werd in de tweede stemronde Melchior Josef Martin Knüsel uit het kanton Luzern verkozen als uiteindelijke opvolger van de overleden Munzinger.

## Resultaten

### In opvolging van D.-H. Druey
| Kandidaten                | Kandidaten                | 3e ronde |
| ------------------------- | ------------------------- | -------- |
|                           | Constant Fornerod         | 84       |
|                           | François Briatte          | 60       |
| Andere                    | Andere                    | 4        |
| Uitgedeelde stembiljetten | Uitgedeelde stembiljetten | 154      |
| Ingevulde stembiljetten   | Ingevulde stembiljetten   | 148      |
| Blancostemmen             | Blancostemmen             | 0        |
| Ongeldige stemmen         | Ongeldige stemmen         | 0        |
| Geldige stemmen           | Geldige stemmen           | 148      |
| Absolute meerderheid      | Absolute meerderheid      | 75       |

### In opvolging van M. Munzinger
| Kandidaten                | Kandidaten                                  | 4e ronde |
| ------------------------- | ------------------------------------------- | -------- |
|                           | Johann Jakob Stehlin (verkiezing geweigerd) | 83       |
| Andere                    | Andere                                      | 61       |
| Uitgedeelde stembiljetten | Uitgedeelde stembiljetten                   | 151      |
| Ingevulde stembiljetten   | Ingevulde stembiljetten                     | 144      |
| Blancostemmen             | Blancostemmen                               | 4        |
| Ongeldige stemmen         | Ongeldige stemmen                           | 0        |
| Geldige stemmen           | Geldige stemmen                             | 144      |
| Absolute meerderheid      | Absolute meerderheid                        | 73       |

| Kandidaten                | Kandidaten                   | 2e ronde |
| ------------------------- | ---------------------------- | -------- |
|                           | Melchior Josef Martin Knüsel | 94       |
|                           | Maurice Barman               | 26       |
| Andere                    | Andere                       | 22       |
| Uitgedeelde stembiljetten | Uitgedeelde stembiljetten    | 147      |
| Ingevulde stembiljetten   | Ingevulde stembiljetten      | 142      |
| Blancostemmen             | Blancostemmen                | 4        |
| Ongeldige stemmen         | Ongeldige stemmen            | 0        |
| Geldige stemmen           | Geldige stemmen              | 142      |
| Absolute meerderheid      | Absolute meerderheid         | 72       |